# 亚速营
國民警衛隊第1軍“亞速”（羅馬化：Shturmova brihada "Azov"；通稱亞速營）是乌克兰国民警卫队的一支單位，驻地在亞速海沿岸的顿涅茨克州马里乌波尔。最初是由安德烈·比列茨基領導一眾民間自發人士在俄羅斯入侵頓巴斯后於2014年5月成立的準軍事组织特别战术巡逻警察“亚速”（Патрульна служба поліції особливого призначення «Азов»，羅馬化：Spetsialni politseiski syly "Azov"），6月在乌克兰政府军夺回马里乌波尔的战役中首次参战。2014年11月12日正式由獨立民兵隊伍身份并入乌克兰国民警卫队，全部官兵均为国民警卫队合同兵（志願役）。
在2022年俄罗斯入侵乌克兰期间，该營一部参加了马里乌波尔市的保卫战，成功拖延俄軍南線的進攻速度，并守卫了亚速钢铁厂。
该部队人数据估算有900-2500人，多数成员为来自乌克兰东部的俄语母语人士，同时也包括一些外国人。

## 历史

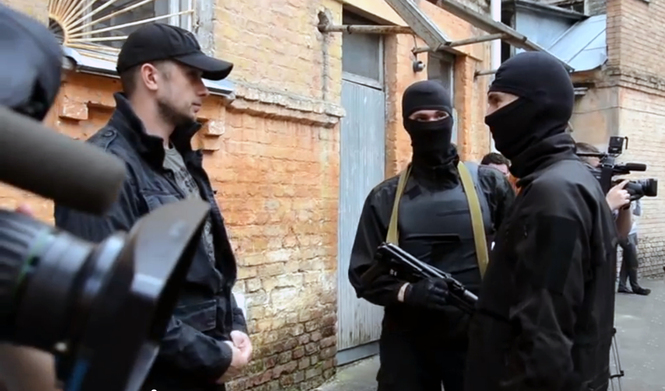
安德烈·比列茨基与亚速营战士

### 加入国民警卫队之前
亚速营的历史可追溯到1982年成立的哈爾科夫冶金工人足球俱樂部狂热球迷组织“82教派”（Секта 82，因创建于1982年而得名）。82教派至少在2013年之前与莫斯科斯巴达克足球俱乐部狂热球迷组织仍有结盟关系。烏克蘭危機期间的2014年2月底，亲俄罗斯分离运动在哈尔科夫非常活跃，82教派占领了哈尔科夫州坐落于哈尔科夫的州行政大楼，并成为当地的“自卫”部队。不久，以82教派为基础组建为名为“东部兵团”（Схiдний корпус）的特别任务巡逻警察。
2014年4月13日，乌克兰内政部长阿森·阿瓦科夫颁布了一项法令，授权从平民中组建多达12,000名的新准军事部队。2014年5月5日，以“东部兵团”为骨干的亚速营在别尔江斯克正式组建，仍为隶属于内政部的特殊任务巡逻警察。“乌克兰爱国者”的很多成员加入了亚速营。早期成员中还有乌克兰最高拉达议员奥列格·利亚什科、极端民族主义者德米特罗·科尔钦斯基、商人谢尔盖·塔鲁塔等。该营曾在基辅接受格鲁吉亚武装力量教官的训练。2014年6月，亚速营在马里乌波尔首次参战，并曾短暂的驻扎在别尔江斯克。最初，因该营突袭亲俄检查站时使用全黑的迷彩服和面具而被昵称为“黑衣人”或“黑色军团”，这个昵称是针对俄罗斯的“小绿人”命名的。亚速营据信得到了乌克兰亿万富翁和商业寡头伊戈尔·科洛莫伊斯基的资金支持。
2014年6月10日，亚速营将其副指挥官雅罗斯拉夫·贡恰尔（Ярослав Гончар）解雇，并在汉沙尔对亚速营的抢劫和奸淫行为发表批评言论后与其保持距离。伊戈尔·莫西丘克任副指挥官。2014年6月，内务部长顾问安东·格拉先科称计划将亚速营的人数定为400人，每位志愿者每月可得4,300格里夫纳的薪水，而当时合同军人的薪水仅为每月1,505格里夫纳8月11日，亚速营在乌克兰伞兵的主攻下，从亲俄罗斯叛军手中夺取了马林卡，并进入顿涅茨克郊区与顿涅茨克人民共和国武装分子发生冲突。9月初，亚速营参加了马里乌波尔反攻。关于9月5日达成的停火协议，亚速营指挥官安德烈·比列茨基表示：“如果这是一个战术行动，那并没有错……如果这是试图与分离主义者就乌克兰领土达成协议，那么显然这是一个背叛。”

### 2014年至2022年

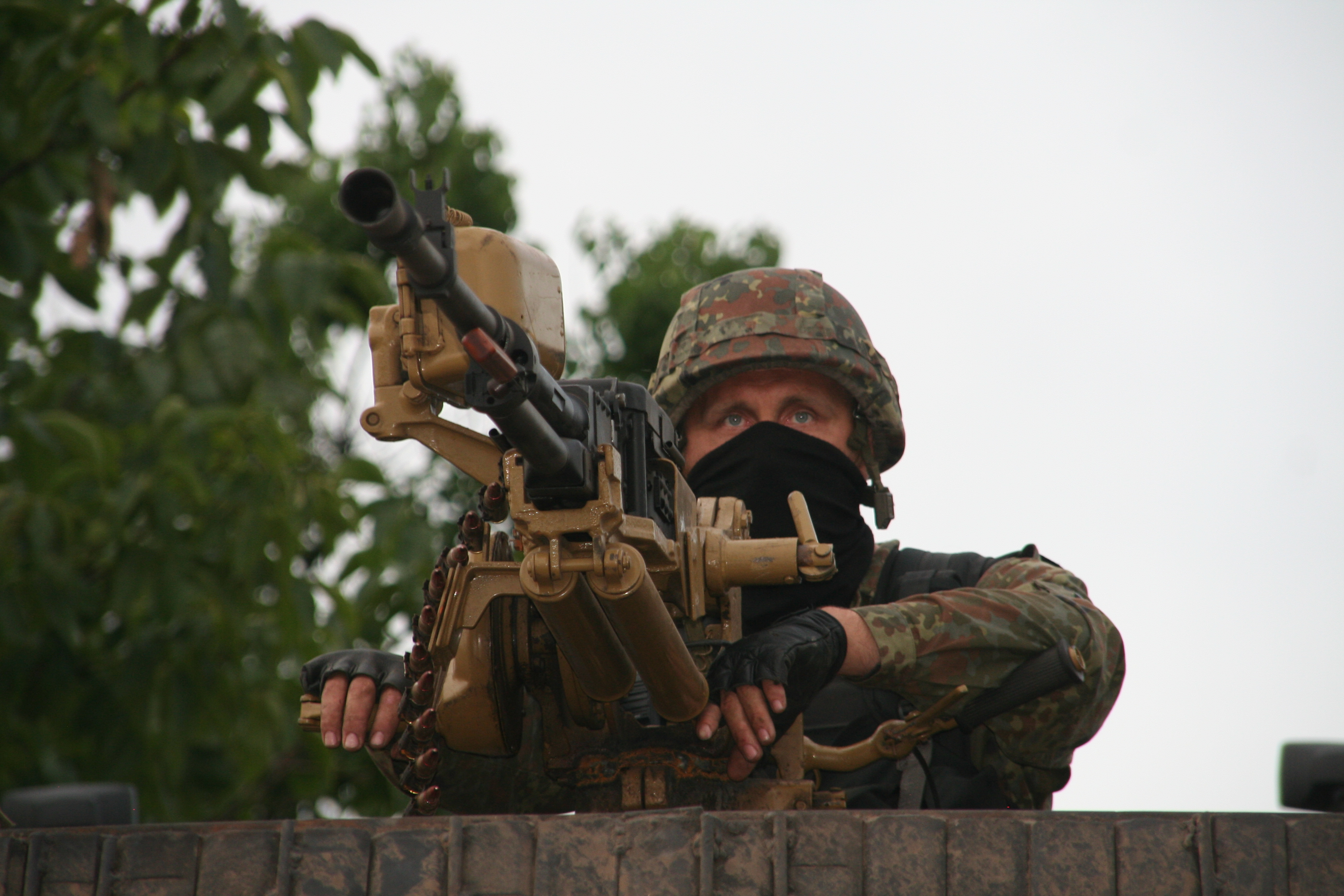
使用重型机枪的亚速营士兵

2014年9月，亚速营扩编为一个团，并加入乌克兰国民警卫队。据称该部队开始去政治化，其极右翼领导层离职并成立“国民兵团”党，该党与激进组织“亚速民兵团”为紧密合作关系。大约从此时开始，亚速营获得重型武器装配。亚速营从乌克兰内务部长和其他来源（据信是乌克兰寡头）处获得不菲的资金支持，因而该营士兵的官方月薪虽然为6000格里夫纳，但实际可获得10000格里夫纳。同时，新纳粹主义组织乌克兰爱国者的网站被关闭或被限制访问。2014年10月14日，亚速营军人参加了“右区”党在基辅发起的纪念烏克蘭反抗軍成立72周年的游行活动。
在2014年10月26日的乌克兰议会选举中，该营指挥官比列茨基以独立候选人身份透过33.75%的得票率获得基辅奧博隆區在最高拉达的席位。比列茨基并没有加入议会中的任何派系。该营成员、彼得·波罗申科集团“团结”议员奥列格·彼得连科在以41.15%的得票率获得切尔卡瑟在最高拉达的席位。2014年10月31日，亚速营副指挥官瓦季姆·特罗扬被任命为基辅州警察局长（首都基辅市并不受该州管辖）。

#### 列入乌克兰国防单位
2014年11月11日，亚速营正式并入乌克兰国民警卫队。2015年2月，俄乌等国签署第二份停火协议，但亚速营直到3月底仍继续备战，该营领导人将停火视为“绥靖”。
2015年3月，亚速营被内政部长阿尔森·阿瓦科夫宣布为美国陆军部队“无畏守护者行动”训练任务的首批受训部队之一。然而，因为亚速营的新纳粹主义背景，美国众议院通过了一项由国会议员约翰·科尼尔斯提出的禁止向亚速营提供包括武器和训练在内的任何援助的修正案，美军对亚速营的训练于2015年6月12日被撤销。后来根据《国家》杂志报道，五角大楼向众议院国防拨款委员会施压后，该修正案于2015年11月被删除，理由是因为已经有另一项法律禁止此类援助，有关新限制是沒有必要的。反犹太主义研究员维亚切斯拉夫·利哈乔夫对此澄清说明，尽管他不认同新纳粹主义在乌克兰的表现，但不应与美国援助乌克兰的事项相提并论。利哈乔夫表示，虽然亚速营的的成员可能有自己的政治立场，但它不是一个政治团体，而是作为乌克兰国防单位的一部份。并坚持认为，俄罗斯的「侵略」比所谓的新纳粹主义威胁更大，并补充说有必要明确区分亚速营和与其前任指挥官有关的政治形象。
2015年8月，乌克兰政府将包括亚速营在内的所有志愿营从马里乌波尔周围的前线撤出，并用正规军事单位取而代之。亚速营被转移至马里乌波尔西南约40公里处的乌尔祖夫的一个基地，该基地原为乌克兰前总统维克托·亚努科维奇的海滨别墅。2015年开始，亚速营开始组织夏令营，参加其夏令营的儿童和青少年将接受与乌克兰民族主义讲座相结合的战斗训练。在敖德萨州州长、原格鲁吉亚总统米哈伊尔·萨卡什维利在社交媒体宣称有亲俄“蒂圖什基”袭击平民后的2016年4月27日，亚速营的300名士兵和轻型装甲车被调派到敖德萨维护秩序。2017年11月16日，亚速营会见美国武装部队和加拿大武装部队的军官代表团。2018年，美国国会通过一项拨款法案，其中规定因亚速营的白人至上主义意识形态，禁止向其提供军事援助。
2019年10月，美国众议院的多名民主党议员以基督城清真寺枪击案等右翼暴力行为为由，要求美国国务院将亚速营和另外两个极右翼组织列为外国恐怖组织。该要求激起了亚速营在乌克兰的支持者的抗议。香港反修例運動期間的2019年11月底，數名前亚速营成员曾现身尖沙咀，并与示威者合照。
2020年，大西洋理事会发表安东·舍霍夫佐夫的一份文章，认为美国众议院不应该将亚速营指定为外国恐怖组织。安东·舍霍夫佐夫对有关将亚速营描述是外国「准军事部队」和一些例子对该组织「与新纳粹意识形态有关」的表述认为是具有误导性的。乌克兰正规军在2014年被亲俄罗斯政权削弱后，乌克兰需要任何准备加入志愿部队和战斗的人，包括极右翼活动家、无政府主义者、自由主义者、保守派和非政治人士。所以即使是由极右翼组成主要核心的亚速营，也包括具有不同意识形态信念的成员，而亚速营也试图将自己去政治化。安东·舍霍夫佐夫也不认同亚速营与新纳粹意识挂钩的观点。他引用新西兰基督城清真寺枪击案的犯人宣称曾经前往乌克兰和使用了亚速营曾经使用过的右翼标志就被相提并论的例子，认为虽然乌克兰的右翼份子并非与国际的极右翼活动家之间没有合作，因为国际极右翼之间的交流也很活跃，「但只是使用且广泛传播的极右翼的图像或宣扬行为就与亚速营的政治意识挂钩是不正确的」。而在没有提供明确证据证明下就标记该组织为外国恐怖组织，并视之与乌克兰内政部的一个单位之间存在联系，将会是一个严重错误，也是对克里姆林宫赠送的礼物。

### 2022年全面战争期间
亚速營在2022年俄罗斯入侵乌克兰期间重新受到关注。在冲突之前，亚速營就已经是俄罗斯政治宣传中反复出现的对象。该營宣称自己是去政治化的军事组织，但作为发动入侵的宣传战的一部分，俄国以该營被编入乌克兰国民警卫队作为其描绘乌克兰政府和军队处于纳粹控制下的证据之一，而“去纳粹化”则是俄国发动全面入侵的重要战争借口之一。而另一方面，该營以其发布的包括无人机空袭和其他军事行动在内的高质量视频战报和自我宣传能力著称。英国媒体每日电讯报形容其是“运转良好的公关机器”。
3月，France 24将亚速營描述为俄罗斯和乌克兰之间“宣传战的核心”，FR24报道称，亚速在Telegram上发布的战果视频“经常伴随着燃烧俄罗斯坦克的视频”，并称俄罗斯人是“真正的法西斯分子”。基辅ZMINA人权中心的猶太裔分析师維亞切斯拉夫·利哈切夫表示，在战争期间，亚速營的运作方式与其他單位相同，“但有着更好的公关能力”。
2024年6月11日，美国国务院認為亞速營並沒有侵犯人權，並且解除了向亞速營提供武器和培训的禁令。

#### 保卫马里乌波尔
2022年2月24日战争全面爆发初期，俄国军队不宣而战，从其在之前混合战争阶段占领的克里米亚和顿巴斯俄占区向乌克兰南部的守军发动攻势。是时亚速营一部驻扎在亚速海沿岸的顿涅茨克州重要城市马里乌波尔，当即投入到了保卫该市的战斗当中。俄国入侵当日，亚速营指挥官丹尼斯·普罗科彭科指挥亚速营在马里乌波尔和附近村庄组织防御。
2月26日上午10点，马里乌波尔市。亚速团与乌克兰武装部队、国民警卫队和其他安全部队一起，可靠地保卫着马里乌波尔市。我们将战斗到最后一滴血，我们不怕敌人的坦克、导弹袭击或敌人的飞机，我命令亚速团的每一名战士战斗到最后。我们将在空中、地面和水上消灭俄罗斯人。
团结就是胜利！荣光归乌克兰！——丹尼斯·普罗科彭科 2022年2月26日
2022年3月14日，亚速营在其Telegram频道上传了一段马里乌波尔的影片，显示俄军队對南部港口城市馬里烏波爾猛烈轟炸下给该市造成了广泛的破坏。据乌方称，亞速營于2022年3月15日在馬里烏波爾附近击毙了俄军少將师长奧列格·米佳耶夫。
在马里乌波尔市遭合围后，亚速营和海军步兵第36旅等守军坚持战斗了82天。

## 领导和组织

### 指挥官

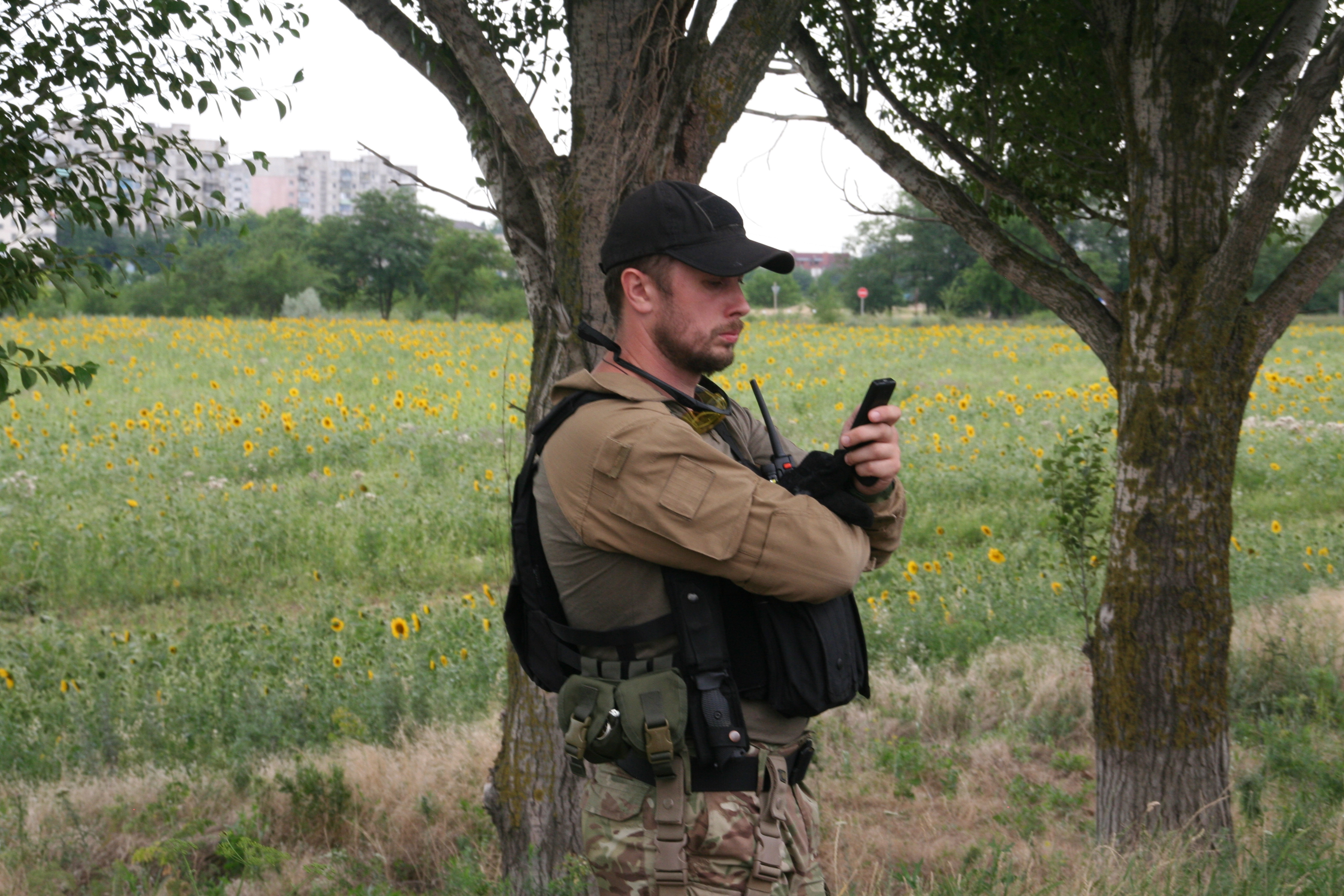
2014年7月安德烈·比列茨基带兵在马里乌波尔附近巡逻

亚速营的首任指挥官是安德烈·比列茨基，他于2014年夏接受该营的指挥权，其任职期间亚速营扩大到营级规模。2014年8月，比列茨基被乌克兰总统彼得·波罗申科授予“勇气勋章”，并晋升为内政部警察部队中校。2014年10月，比列茨基当选乌克兰最高拉达议员，因乌克兰民选官员不得在军队或警察系统任职，因此脱离亚速营。弗拉基米尔·什帕拉（Володимир Шпара）曾被误认为是亚速营的指挥官，后被澄清为该营第一连的连长。
| 姓名                       | 肖像 | 任期                      | 备注                                   |
| -------------------------- | ---- | ------------------------- | -------------------------------------- |
| 安德烈·比列茨基            |      | 2014年5月 - 2014年10月    | 2014年10月，当选为任乌克兰最高拉达议员 |
| 伊戈尔·米哈伊连科          |      | 2014年10月 - 2016年8月    |                                        |
| 马克西姆·若林              |      | 2016年8月 - 2017年9月     |                                        |
| 丹尼斯·普罗科彭科          |      | 2017年9月 - 2022年5月29日 |                                        |
| 阿納托利·西多連科 （代理） |      | 2022年5月29日- 2022年6月  |                                        |
| 尼基塔·納托奇 （代理）     |      | 2022年6月-                |                                        |

### 參謀長
| 姓名                      | 肖像 | 任期                    | 備註                                       |
| ------------------------- | ---- | ----------------------- | ------------------------------------------ |
| 瓦季姆·特羅揚             |      | 2014年6月 - 2014年10月  | 副指揮官，2014年10月被任命為基輔州警察局長 |
| 安德烈·克洛斯             |      | 2014年10月 - 2014年11月 |                                            |
| 弗拉季斯拉夫·索博列夫斯基 |      | 2014年11月 - 2017年9月  | 2017年9月退伍加入「國民兵團」黨            |
| 伊戈爾·克利緬科           |      | 2017年9月至今           | 现任                                       |

### 规模
根据2014年7月16日的一份报告，亚速营兵力为300人。而早前的一份报告则称，在6月23日时有包括女兵在内的近600名志愿者宣誓加入顿巴斯营和亚速营。到2015年3月，亚速营有900名志愿者。

### 组织结构
2015年1月，亚速营正式升格为团，组织结构方趋于稳定。亚速营在基辅的原“ATEK”工业园区设有一个动员中心和一处培训设施，用于新兵选拔和考试。通过选拔的新兵会被分配到战斗单位或后勤供应单位，并在分配后接受进一步的战斗演习训练。乌克兰陆军特种部队退役军人等类似的人员一般被分配到侦察和爆炸物处理单位，这被认为是亚速营的精英所在。
亚速营的正式建制是“特种作战支队”，作战任务主要集中在侦察、反侦察、排爆、拦截和特种武器行动。亞速旅是乌克兰国民警卫队同级别部队中唯一的区域驻防部队，组织结构包括：旅部、第一突击團、第二突击團、第五坦克團、野战炮兵營、侦察營、安保營、工程營、维修營、物流營、信号連、化生放核防御連、第四（训练）團，以及第四（训练）團下辖的位于基辅、马里乌波尔和别尔江斯克的三个旅仓库。

#### 国民警卫队第12特种旅
- 国民警卫队第12特种旅
  - 直属单位
    - 旅指挥部
    - 炮兵营
    - 坦克营
    - 偵察連

  - 战斗单位
    - 第1特种营
      - 营指挥部
      - 第1特种连
      - 第2特种连
      - 第3特种连
      - 火力支援连
      - 迫击炮连

    - 第2特种营
      - 营指挥部
      - 第1特种连
      - 第2特种连
      - 第3特种连
      - 火力支援连
      - 迫击炮连

    - 第3特种营
      - 营指挥部
      - 第1特种连
      - 第2特种连
      - 第3特种连
      - 火力支援连
      - 迫击炮连

    - 第4卫兵营
      - 营指挥部
      - 第1卫兵连
      - 第2卫兵连
      - 第3卫兵连
      - 火力支援连
      - 迫击炮连

    - 第5特种营
      - 营指挥部
      - 第1特种连
      - 第2特种连
      - 第3特种连
      - 火力支援连
      - 迫击炮连

    - 第6卫兵营
      - 营指挥部
      - 第1卫兵连
      - 第2卫兵连
      - 第3卫兵连
      - 火力支援连
      - 迫击炮连

### 外籍成员

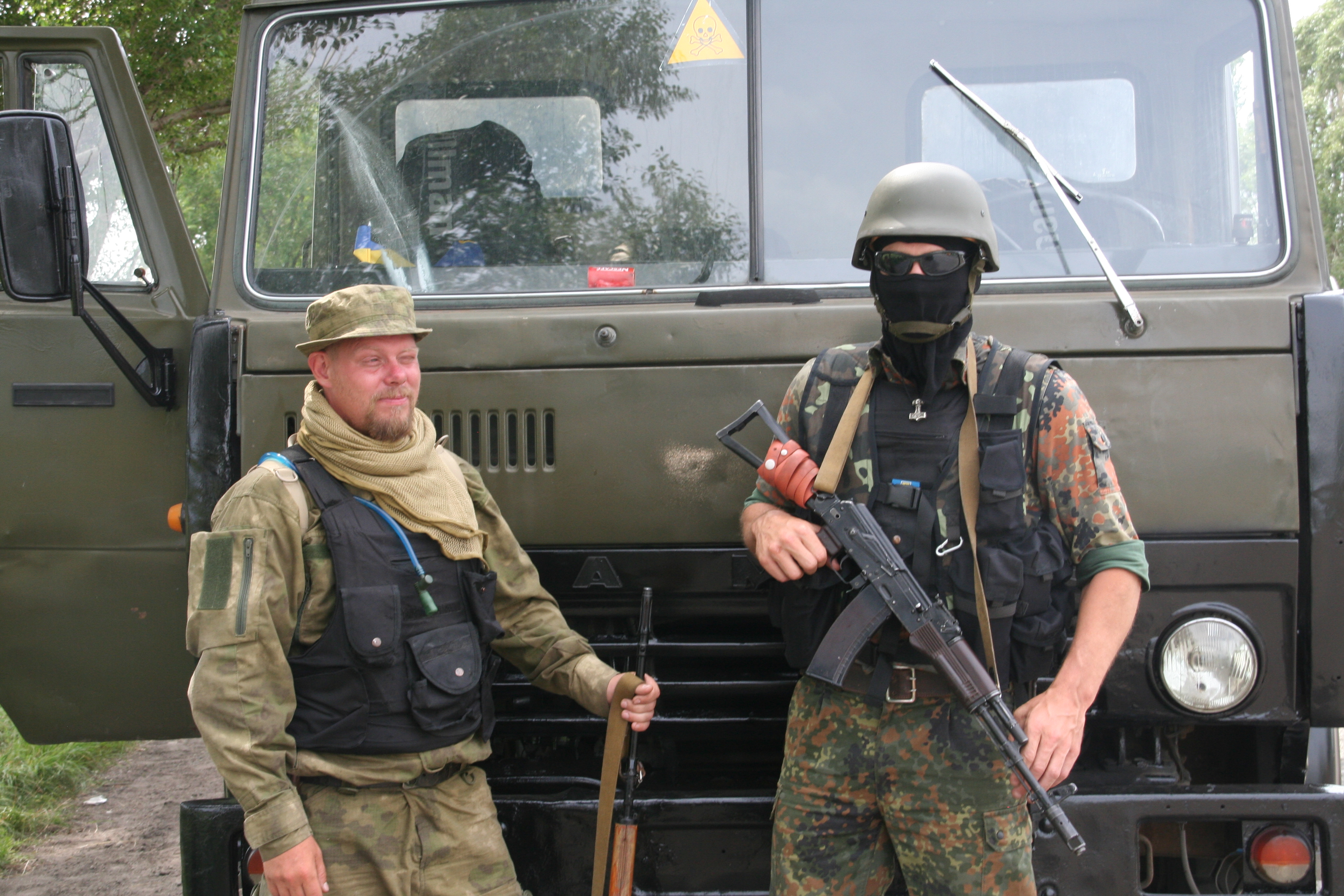
瑞典亚速志愿者米卡埃尔·希尔特（Mikael Skillt）和“米科拉”

亚速营透过其极端政治主张和社交媒体上的专业英语页面吸引了很多其他国家的战士，这些外籍战士的来源包括巴西、意大利、英国、法国、美国、希腊、斯堪的纳维亚半岛、西班牙、斯洛伐克、捷克和俄罗斯等国家与地区。亚速营中大约有50名俄罗斯籍成员。
该组织利用Facebook从欧洲其他国家招募极右翼人士。2019年，Facebook曾根据其危险个人和组织政策，禁止为该组织提供支持，但在2022年俄罗斯入侵乌克兰期间这一规定被放宽。
根据2014年签署的《明斯克協議》，乌克兰不得允许外籍人员在其军队中服役，但亚速营并未理會这一禁令。
2015年1月，大约20名年龄在20岁到45岁不等的克罗地亚人加入亚速营。克罗地亚外交部长韦斯娜·普希奇证实有克罗地亚志愿者加入乌克兰武装后，俄罗斯外交部曾呼吁克罗地亚让其公民撤出相关武装冲突。普希奇回复称克罗地亚反对本国公民卷入此次的战争，并表示他们是个人行为，克罗地亚官方正在努力将他们带回家。然而，克罗地亚内政部长兰科·奥斯托伊奇则表示，克罗地亚志愿者是站在乌克兰合法政府一边战斗，根据克罗地亚法律，并没有犯下任何罪行。
2016年底，巴西调查人员破获了一起据称为亚速营招募巴西极右翼激进分子的阴谋。根据2019年的报道，亚速营外籍成员中有美国新纳粹恐怖组织“核武之师”的成员。此外，亚速营中的外籍成员还包括英国退役军人克里斯·加勒特，以及一名曾在希腊军队和法国外籍军团服役的绰号“希腊人”的退役军人。

## 象征物
| 徽章 | 旗帜   | 使用时间            | 描述 |
| ---- | ------ | ------------------- | --- |
|      | 不適用 | 2014年春 - 2014年夏 | “黑色军团”的徽章，长方形，黑白色，代表乌克兰的三叉戟盾牌前站着一群士兵，周围用辐射状的阳光填充，图案下有乌克兰语的“”（黑色军团）字样                                                                       |
|      |        | 2014年夏 - 2015年冬 | 盾牌形，主体背景为黄色，白色的“黑太阳”符号在蓝色的代表亚速海的海面升起，背景之上是“ꑭ”符号，代表“民族思想（Ідея Нації, Ideya Natsii）”，上方为乌克兰语的“”（亚速）字样。旗帜为乌克兰国旗上镶嵌亚速营徽章。 |
|      |        | 2015年冬至今        | 2014年亚速营并入乌克兰国民警卫队后，徽章被重新设计。整体呈盾牌形，黄色背景上一个倾斜的“ꑭ”符号，倾斜被赋予了“进攻”的含义。                                                                                 |

### 下属机构徽章
2014年底至2015年初，该组织所属的下级各单位也开始使用自己的徽章。

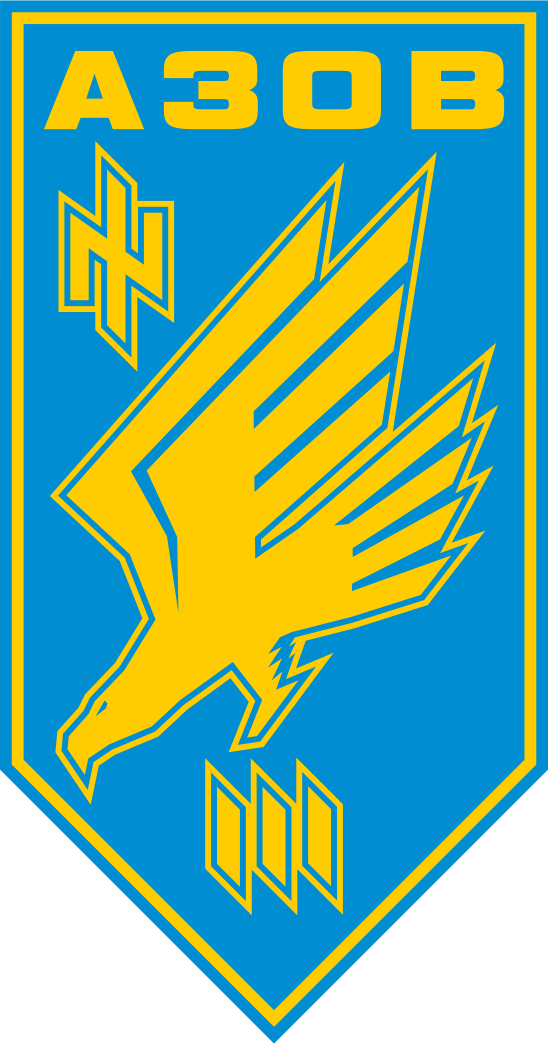
亚速旅第一团第三營的徽章，从2014/2015年冬季开始使用
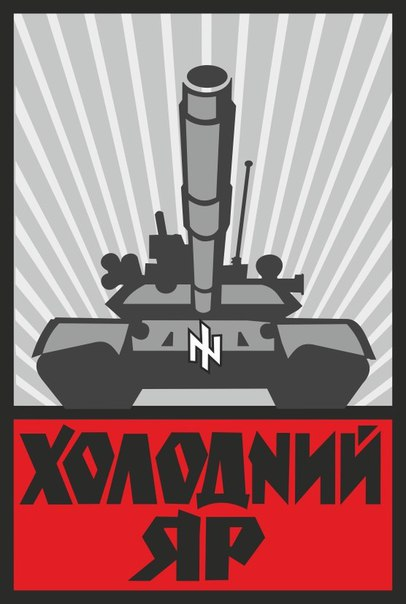
亚速旅坦克团的徽章，从2015年春季开始使用

## 意识形态
亞速營自成立以來一直受不少外界指控，包括極右、新納粹、法西斯主義、酷刑及戰爭罪行等。其创始人及首任指挥官是极右翼民族主义者，更曾领导新纳粹主义组织社会民族大会及乌克兰爱国者，该營标识“狼之钩”亦被认为与曾被親衛隊第2師使用的纳粹标志相关。不过亚速营官方極力否认与纳粹主义有任何關連，堅稱其成员背景多元，来自22个国家、甚至更包括犹太人，半数以上講烏克蘭俄語，但承認組織內可能有10%－20%的人信奉新纳粹主义；同時亦称其軍徽是“民族理念”口号的缩写。亞速營的一些成員公開宣揚納粹、種族主義和反猶太主義觀點。然而，亞速營的領導層和烏克蘭政府官員均否認該組織的代表有任何新納粹或種族主義信仰。
記者亞歷山大·西比爾采夫（Александр Сибирцев）發現，大約一半的戰士，特別是來自俄羅斯的2名志願者，身上有納粹和光頭黨符號的紋身：納粹黨衛軍符文、第三帝國的徽章；「與此同時，相當一半的戰士……對自己同伴對國家社會主義者的同情一點也不熱心」。根據政治學家維亞切斯拉夫·利哈喬夫的說法，儘管該部隊成員的招募主要是通過新納粹和其他右翼激進組織的結構和信息資源進行的，但只有少數戰士信奉新納粹主義觀點：作為最早的戰鬥準備志願部隊之一，亞速吸引了許多人，而不是意識形態動機。利哈切夫表示，他知道有證據表明一些「左翼反法西斯意識形態」的支持者和一名猶太人在亞速營中服役。作為一個「少數派」，迪娜·紐曼（Dina Newman）根據「眾多報告」的數據，估計了部隊中被說服的新納粹分子的數量。

### 与新纳粹主义的关系

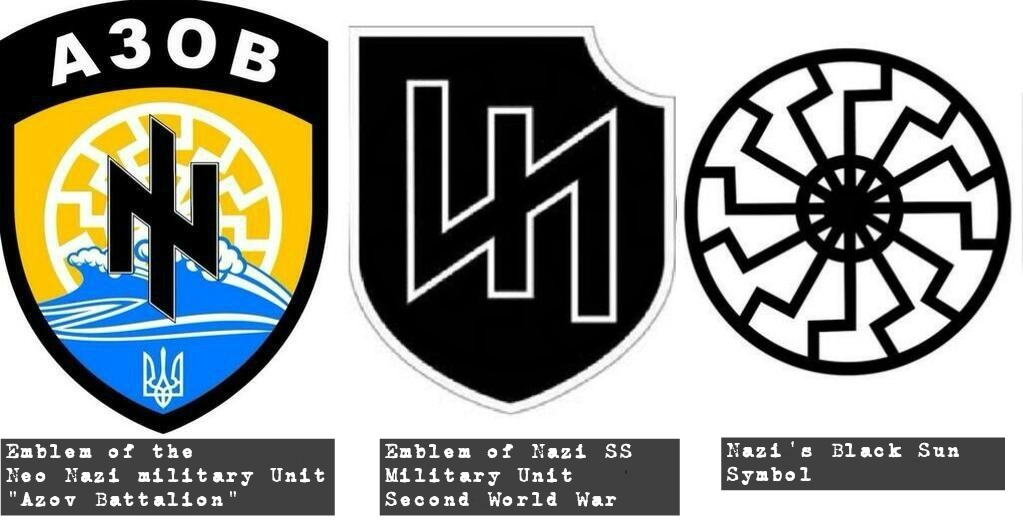
亚速营徽章、纳粹親衛隊第2師徽章、以及日耳曼神秘主义符号“黑太阳”的对比，相比两个纳粹符号，徽章下方代表乌克兰的三叉戟符号要小得多

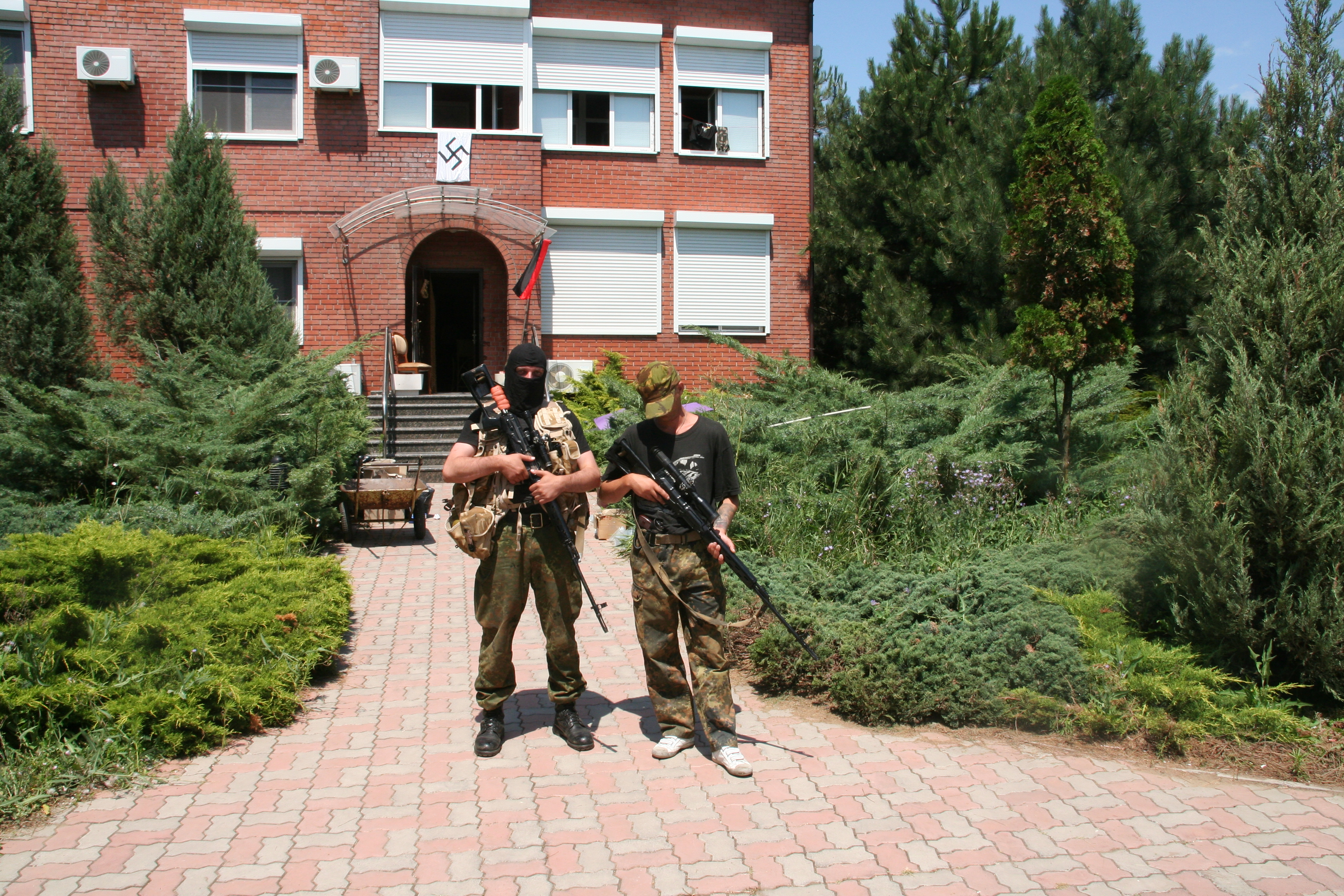
两名亚速营战士站在悬挂纳粹卐字符的建筑前

亚速营被认为是新納粹主義的极右翼民兵组织，其成员经常穿戴新纳粹和党卫军的标志和徽章，并毫不避讳地宣扬新纳粹主义观点。该组织的徽章中包含了纳粹党曾使用的“狼之钩”和黑太阳两个纳粹标志，这两个标志也是流行的新纳粹主义符号。亚速营士兵曾被观察到在制服上佩戴与纳粹有关的标志。
2014年，德国ZDF电视网曾播放头戴带有纳粹标志头盔的亚速营战士照片。2015年，波兰战地记者马尔钦·奥格多夫斯基（Marcin Ogdowski）在亚速营位于原Majak度假胜地的基地采访时，亚速战士向他展示了纳粹纹身以及制服上的纳粹标志。
安德烈·比列茨基曾表示其“历史使命”是领导“世界上的白人种族为他们的生存进行最后的斗争……一场针对闪米特人领导的劣等人的十字军东征”。政治学家伊万·卡查诺夫斯基（Ivan Katchanovski）在比较该组织和“乌克兰爱国者”的意识形态时称“社会民族会议和乌克兰爱国者提倡新纳粹主义、极端民族主义和种族主义。这些同样适用于……亚速营和许多足球狂热球迷组织以及其他在这些阵营的人。”肖恩·沃克（Shaun Walker）在《卫报》的文章中称“许多亚速营成员与新纳粹团体有联系，而那些否认这一说法的人并没有给出令人信服的证据”，其成员很多有纳粹的卐字纹身并自称是“国家社会主义者”。据《每日野兽》报道，该组织的一些成员是“新纳粹分子、白人至上主義者和公开承认的反犹太主义者”，“不同成员的各类卐字纹身，以及他们戴着有卐字符或党卫军符号的头盔参加战斗的偏好”使得亚速营的其他成员很难否认该组织与新纳粹主义的关系。
列夫·戈林金（Lev Golinkin）在《国家》杂志的文章中称“后广场时期的乌克兰是世界上唯一一个在其武装部队中拥有新纳粹组织的国家。”《外交政策》杂志的迈克尔·科尔伯恩（Michael Colborne）称其为具有“全球野心”的“一场危险的新纳粹友好型极端主义运动”，并指出了该组织在意识形态和象征物上与2019年新西兰基督城清真寺槍擊案的相似之处，以及该组织在招募美国右翼极端分子上的努力。
亚速营的一位发言人曾称该组织的新兵中“仅10%－20%”是新纳粹分子，并将新纳粹意识形态归咎于被误导的青年。该组织的成员还表示，倒置的“狼之牙”标志与与纳粹主义无关，其含义是乌克兰语中“国家意识”（, Ideya Natsii）。
2015年6月，美国众议院通过了一项由国会议员约翰·科尼尔斯提出的禁止向亚速营提供包括武器和训练在内的任何援助的修正案。2015年6月，加拿大国防部长贾森·康尼称亚速营只是“少数坏苹果”，不能用它来代表陷入困境的乌克兰的形象，并宣布加拿大军队不会向包括亚速营在内的准军事组织提供训练或支持。由于五角大楼向众议院国防拨款委员会施压，美国针对亚速营的修正案于2015年11月被删除。西蒙·維森塔爾中心对此表示抗议，该中心表示取消禁令将极大的增加乌克兰纳粹大屠杀否认论的危险。2018年，美国国会通过一项拨款法案，其中规定因亚速营的白人至上主义意识形态，禁止向其提供军事援助。

#### 与反犹太主义的关系
曾有40多名以色列人权活动人士签署请愿书，要求停止向乌克兰出售武器，以避免这些武器落入公开信奉新纳粹意识形态的部队手中，并引用证据表明部分右翼亚速营士兵配备有以色列生产的塔沃爾突击步枪和內蓋夫輕機槍。
不过通常认为乌克兰犹太裔寡头伊戈尔·科洛莫伊斯基是亚速营的幕后金主。而且有乌克兰犹太人在亚速营中服役，比如2013年基辅“欧洲广场运动”中“犹太数百人”组织的领袖Nathan Khazin。安德烈·比列茨基也曾在采访中称把以色列和日本视为乌克兰发展的榜样。

### 罗德教

八芒的Kolovrat符号，在罗德教中较为流行

大部分亚速营士兵是乌克兰民族主义化的罗德教（或称斯拉夫本土教）的追随者，会使用代表罗德教的“kolovrat”符号。“Kolovrat”符号被俄国及乌克兰的新纳粹主义、民族主义和斯拉夫本土教使用，被认为是古代斯拉夫人或“雅利安人”的象征，含义与太阳有关，是斯拉夫本土教最常见的标志，但并没有可靠的资料证实该符号及其名称在古代历史上曾被使用。俄国自2014年起侵略乌克兰时，其仆从部队中的魯西奇小組亦使用这个标志作为其徽章。
为举行罗德教的仪式，亚速营曾兴建了包括马里乌波利的霹隆神殿在内的多所神殿。

## 俄国政治宣传与信息战中对亚速营的指责

### 2022年俄国入侵开始之后
2022年2月27日，乌克兰国民警卫队在推特上发布亚速营士兵用猪油涂抹子弹的影片，并称“亲爱的穆斯林兄弟，在我们国家，你们不会上天堂”，影片标题称子弹将用来对付“卡德罗夫兽人”（指车臣共和国的穆斯林士兵）。大公报称这段影片引起包括多个伊斯兰国家及团体的各方批评。中国大陆媒体更以“乌军要用“猪油子弹”对抗车臣 海外网民：果然是新纳粹”为标题指控亚速营在子弹上抹猪油的行为是纳粹行径。该段影片尽管因仇恨内容受到推特限制，但仍可在平台上访问。
2022年3月2日以来，俄罗斯军队已经完全包围了马里乌波尔并封锁了港口。俄占顿涅茨克警察部队称亚速营成员在马里乌波尔的环亚速海国立科技大学布雷，并使用了受控起爆装置。2022年3月3日，顿涅茨克警察发言人爱德华·巴苏林表示，马里乌波尔缺粮、缺水和没电，人道主义局势持续恶化，但城里和城市周边都是军事监督员，亚速营和“右区”武装分子不允许平民经人道主义走廊离开马里乌波尔，马里乌波尔居民成为乌克兰方面的人质，乌方正试图把该市变成一个集中营。
2022年3月4日，根据俄方消息，因拒绝服从军事指挥，位于马里乌波尔西南部的亚速营指挥部被乌克兰武装部队用“OTR-21圆点-U”导弹攻击，导致20多名武装人员丧生
2022年3月5日，顿涅茨克人民共和国总统傑尼斯·普希林称，亚速营成员炸毁了马里乌波尔梅提达大道的一所房子，使得括妇女和儿童在内多达200人被困在废墟下的地下室中。2022年3月6日，顿涅茨克人民共和国人民警察部队称，亚速营在马里乌波尔市城市中央街道，莫斯科大街的公园，以及胜利大道的住宅楼随机放置了大约1万枚PFM-1反步兵杀伤地雷。顿涅茨克警察指控亚速营成员3月6日时轰炸试图从马里乌波里市沿人道主义走廊疏散的和平居民队伍，造成两人死亡，四人受伤
2022年3月6日晚，俄罗斯国防部称烏克蘭國家安全局涉嫌与亚速营武装人员合谋在哈尔科夫发动“假旗”攻击，其计划具体是指在哈尔科夫物理技术研究所的试验核反应堆敷设了炸弹，炸毁反应堆后指控俄武装力量对试验核装置发起导弹攻击，这可能对哈尔科夫造成放射性污染。乌方消息称俄方武装自2月24日以来一直袭击研究所所在的街区，该所与美國能源部阿贡国家实验室合作开发的中子源的一个变电站在3月6日被俄罗斯摧毁。3月6日，乌方向美国能源部国家核安全管理局报告称中子源“因爆炸而遭受破坏”。不过，因为该设施的燃料已提前被主动移除，发生大范围辐射污染的风险“几乎为零”。3月7日，美国国防部的一名高级国防官员表示，该部正在调查有关哈尔科夫物理技术研究所遭到火箭袭击的报告，但暂时仍无法对其进行独立核实。
2022年8月2日，俄罗斯最高法院在裁决一宗亚速营被指控窝藏新纳粹和白人至上主义意识形态的案件中，允许对亚速营的成员判处长期监禁，并禁止其在俄罗斯境内活动。这意味着亚速营已在俄羅斯法律被视为是一个恐怖组织。

## 参阅
- 烏克蘭內政部
- 烏克蘭陸軍第3獨立突擊旅，即前亞速第3突擊旅